# Emoia arnoensis
Emoia arnoensis är en ödleart som beskrevs av  Brown och MARSHALL 1953. Emoia arnoensis ingår i släktet Emoia och familjen skinkar. IUCN kategoriserar arten globalt som livskraftig.

## Underarter
Arten delas in i följande underarter:
- E. a. naura
- E. a. arnoensis